# Tremplin de Hochfirst
Le tremplin de Hochfirst, en allemand Hochfirstschanze, est un tremplin de saut à ski situé à Titisee-Neustadt en Allemagne. Avec une taille de 142 mètres, c'est l'un des plus gros tremplins de Forêt-Noire. Il accueille régulièrement des épreuves de la coupe du monde de saut à ski.
Sur le même site, se trouve également un tremplin plus petit, le tremplin Fritz Heitzmann (Fritz-Heitzmann-Schanze) d'un PK de 40 mètres.

## Records
Le 2 décembre 2001, le sauteur allemand Sven Hannawald établit un nouveau record à 145 mètres. Celui-ci sera égalé le 3 février 2007 par le sauteur polonais Adam Małysz.
En 2005, le finlandais Janne Ahonen a sauté 146 mètres, mais sa performance n'a pas été homologuée. Idem pour Bastian Kaltenböck le 31 janvier 2009 : il atteint 147 mètres lors du saut d'essai d'une compétition, en conséquence de quoi sa performance ne fut pas homologuée.
Le record actuel fut obtenu le 22 janvier 2011 en Coupe continentale par le sauteur autrichien Manuel Poppinger, à 147,5 mètres. Or, la veille, lors de l'entraînement, une performance à 150 mètres fut obtenue par l'allemand Maximilian Mechler sans être homologuée.

## Compétitions internationales
| Date              | Epreuve                 | Tremplin | 1re place                                                                         | 2e place                                                                   | 3e place                                                                |
| ----------------- | ----------------------- | -------- | --------------------------------------------------------------------------------- | -------------------------------------------------------------------------- | ----------------------------------------------------------------------- |
| 27 février 1999   | Coupe continentale (pl) | K120     | Mathias Wallner                                                                   | Matti Hautamäki                                                            | Olav Magne Dønnem                                                       |
| 27 février 2000   | Coupe continentale (pl) | K120     | Wolfgang Loitzl                                                                   | Bine Norcic                                                                | Kimmo Yliriesto                                                         |
| 10 février 2001   | Coupe continentale (pl) | K120     | Autriche- Reinhard Schwarzenberger - Manuel Fettner - Martin Koch - Stefan Kaiser | Allemagne- Frank Reichel - Christof Duffner - Hansjörg Jäkle - Georg Späth | Slovénie- Rok Benkovič - Simon Podrebršek - Primož Pikl - Gerga Podrzaj |
| 11 février 2001   | Coupe continentale (pl) | K120     | Manuel Fettner                                                                    | Reinhard Schwarzenberger                                                   | Georg Späth                                                             |
| 1er décembre 2001 | Coupe du monde          | K120     | Adam Małysz                                                                       | Martin Schmitt                                                             | Stephan Hocke                                                           |
| 2 décembre 2001   | Coupe du monde          | K120     | Sven Hannawald                                                                    | Adam Małysz                                                                | Andreas Goldberger                                                      |
| 14 décembre 2002  | Coupe du monde          | K120     | Martin Höllwarth                                                                  | Sigurd Pettersen                                                           | Adam Małysz                                                             |
| 15 décembre 2002  | Coupe du monde          | K120     | Martin Höllwarth                                                                  | Andreas Goldberger                                                         | Andreas Kofler                                                          |
| 25 janvier 2003   | Coupe continentale (pl) | K120     | Christof Duffner                                                                  | Daniel Forfang                                                             | Kai Bracht                                                              |
| 26 janvier 2003   | Coupe continentale (pl) | K120     | Robert Mateja                                                                     | Igor Medved                                                                | Daniel Forfang                                                          |
| 13 décembre 2003  | Coupe du monde          | K120     | Concours annulé (fort vent)                                                       | Concours annulé (fort vent)                                                | Concours annulé (fort vent)                                             |
| 14 décembre 2003  | Coupe du monde          | K120     | Tami Kiuru                                                                        | Andreas Widhölzl                                                           | Janne Ahonen                                                            |
| 22 janvier 2005   | Coupe du monde          | HS142    | Janne Ahonen                                                                      | Jakub Janda                                                                | Thomas Morgenstern                                                      |
| 23 janvier 2005   | Coupe du monde          | HS142    | Jakub Janda                                                                       | Adam Małysz                                                                | Risto Jussilainen                                                       |
| 21 janvier 2006   | Coupe continentale (pl) | HS142    | Bastian Kaltenboeck                                                               | Roland Müller                                                              | Mathias Hafele                                                          |
| 22 janvier 2006   | Coupe continentale (pl) | HS142    | Gerald Wambacher                                                                  | Bastian Kaltenboeck                                                        | Arttu Lappi                                                             |
| 3 février 2007    | Coupe du monde          | HS142    | Adam Małysz                                                                       | Andreas Kofler                                                             | Anders Jacobsen                                                         |
| 4 février 2007    | Coupe du monde          | HS142    | Adam Małysz                                                                       | Gregor Schlierenzauer                                                      | Dmitri Vassiliev                                                        |
| 31 janvier 2009   | Coupe continentale (pl) | HS142    | Jakub Janda                                                                       | Ondřej Vaculík                                                             | Pascal Bodmer                                                           |
| 1er février 2009  | Coupe continentale (pl) | HS142    | Jakub Janda                                                                       | Roland Müller                                                              | Daniel Lackner                                                          |
| 16 janvier 2010   | Coupe continentale (pl) | HS142    | Michael Hayböck                                                                   | Björn Koch                                                                 | Borek Sedlák                                                            |
| 17 janvier 2010   | Coupe continentale (pl) | HS142    | Concours annulé (fort vent)                                                       | Concours annulé (fort vent)                                                | Concours annulé (fort vent)                                             |
| 22 janvier 2011   | Coupe continentale (pl) | HS142    | Maximilian Mechler                                                                | Matic Kramaršič                                                            | Manuel Poppinger                                                        |
| 23 janvier 2011   | Coupe continentale (pl) | HS142    | Maximilian Mechler                                                                | Rok Zima                                                                   | Felix Schoft                                                            |
| 14 janvier 2012   | Coupe continentale (pl) | HS142    | Manuel Fettner                                                                    | Stefan Hula                                                                | Robert Johansson                                                        |
| 15 janvier 2012   | Coupe continentale (pl) | HS142    | Manuel Fettner                                                                    | Antonín Hájek                                                              | Andreas Stjernen                                                        |
| 26 janvier 2013   | Coupe continentale (pl) | HS142    | Fredrik Bjerkeengen                                                               | Manuel Fettner                                                             | Nick Alexander                                                          |
| 27 janvier 2013   | Coupe continentale (pl) | HS142    | Manuel Fettner                                                                    | Kim Rene Elverum Sorsell Rok Justin                                        |                                                                         |
| 14 décembre 2013  | Coupe du monde          | HS142    | Thomas Morgenstern                                                                | Kamil Stoch                                                                | Simon Ammann                                                            |
| 15 décembre 2013  | Coupe du monde          | HS142    | Kamil Stoch                                                                       | Simon Ammann                                                               | Noriaki Kasai                                                           |